# Protoorthobula
Genre
Protoorthobula est un genre fossile d'araignées aranéomorphes de la famille des Corinnidae.

## Distribution
Les espèces de ce genre ont été découvertes dans l'ambre de la mer Baltique et de Bitterfeld en Saxe-Anhalt en Allemagne. Elles datent du Paléogène.

## Liste des espèces
Selon The World Spider Catalog 17.0 :
- †Protoorthobula bifida Wunderlich, 2004
- †Protoorthobula deelemani Wunderlich, 2004

## Publication originale
- (en) Wunderlich, 2004 : Fossil spiders of the family Corinnidae in Baltic and Dominican amber. Beiträge zur Araneologie, vol. 3, p. 1636–1680.